# Margot Hellwig
Pour les articles homonymes, voir Hellwig.
Margot Hellwig, née Fischer, épouse Lindermayr (née le 5 juillet 1941 à Reit im Winkl) est une chanteuse allemande. Avec sa mère Maria Hellwig (1920-2010), elle formait le duo Maria et Margot Hellwig.

## Biographie
Margot Hellwig est la fille de Joseph Fischer et de Maria Neumaier ; le père meurt peu de temps après sa naissance lors de la Seconde Guerre mondiale. La mère épouse en 1948 le commerçant et musicien Addi Hellwig. À la fin de ses études secondaires, Margot suit des cours de chant avec la chanteuse d'opéra et professeur vocal Elisabeth Hallstein, mère d'Ingeborg Hallstein, et avec Franz Reuter-Wolf.
Maria Hellwig enregistre son premier succès en tant que chanteuse à la fin des années 1950. En 1963, le premier enregistrement conjoint de la mère et de la fille Hellwig, Feierabendjodler, sort. Elle lie sa carrière avec ce duo avec sa mère. Suivent de nombreuses tournées à travers l’Europe, l’Amérique et d’autres pays. Avec sa mère, elle anime aussi des émissions de télévision comme Die Heimatmelodie (RTL de 1984 à 1990) ou Servus, Gruezi und Hallo (RTL 1990–1993). Margot Hellwig travaille comme soliste à partir de 1989. Leur répertoire est vaste et comprend des chansons folkloriques, du jodel, des mélodies d'opérette, des chansons classiques et des succès musicaux populaires. Elle est l'invitée de nombreuses tournées, comme Volksmusik ist Trumpf et Edelweiß der Volksmusik. En 2008, Margot et sa mère célèbrent le 45e anniversaire de leur carrière commune.
En 1995, Margot Hellwig, sa mère Maria et le duo Treibsand se produisent ensemble sous le nom de « Das fröhliche Kleeblatt der Volksmusik » après s'être rencontrés pour une émission de télévision. Le 20 juin 2005, ils présentent l'album Alt und jung gehören zusammen à l'occasion d'un gala de jubilé.
Margot Hellwig se marie en 1961 avec son ancien professeur, Arthur Lindermayr (1926-2016), qu'elle rencontre comme élève à l'âge de 16 ans. Elle a deux enfants nés en 1966 et 1968. En raison de l'état de santé de son mari, elle met fin à sa carrière sur scène en 2015 avec la chanson Sag beim Abschied leise Servus, qu'elle interprète avec Florian Silbereisen dans son spectacle de l'Avent.

## Discographie
Albums
- 1991 : Lieder Von Herz Zu Herz (Polydor)
- 1992 : Auf geht’s Musikanten (Isarton)
- 1994 : Die Rosen der Madonna (Sony)
- 1995 : Der Himmel küsst die Berge (Sony)
- 1997 : Sterne der Heimat (Ariola)
- 1998 : Laßt die Musik erklingen (Tyrolis)
- 2001 : Ein Märchenschloß in den Bergen (Tyrolis)
- 2003 : Ein kleines Stück vom Paradies (Tyrolis)
- 2006 : Grüß die schöne Welt von mir (Rubin Records)
- 2009 : Das Ave Maria der Jahreszeiten (Rubin Records)
- 2011 : Zauberland der Musik (Edel Records)
- 2013 : Herzenswünsche – Das große Jubiläumsalbum (Rubin Records)
- 2014 : Festliche Stunden (Rubin Records)

## Source de la traduction
- (de) Cet article est partiellement ou en totalité issu de l’article de Wikipédia en allemand intitulé « Margot Hellwig » (voir la liste des auteurs).